# Charaxes brutus
Charaxes brutus is een vlinder uit de familie Nymphalidae die voorkomt in Afrika. De vleugelbreedte is 80 tot 100 millimeter.
De waardplanten van de larven zijn Grewia soorten, Entandrophagma delevoi, Trichelia dregeana, Blighia unifugata en Ekebergia capensis.

## Ondersoorten
- Charaxes brutus brutus (Guinea, Sierra Leone, Liberia, Ivoorkust, Ghana, West-Nigeria)
- Charaxes brutus alcyone (Kustgebied Kenia & Tanzania)
- Charaxes brutus angustus (Oost-Nigeria, Kameroen, C.A.R., Gabon, Congo, Noord-Angola, West-Oeganda)
- Charaxes brutus natalensis (Zuid-Afrika, Zimbabwe, Botswana, Mozambique, Malawi, Tanzania)
- Charaxes brutus roberti (eiland Pemba)